# 鈴木勉
鈴木 勉 （すずき つとむ、1949年1月25日 - 1998年5月6日）は、書体デザイナー。写研出身。独立して字游工房を設立し、その礎を築いた。

## 経歴
横浜市鶴見区出身。1969年、東京デザイナー学院を卒業し、写研（当時は「写真植字機研究所」）に入社。
1972年、同社の「石井賞創作タイプフェイスコンテスト」で第1位を獲得。後にこの書体を調整して、「スーボ」として写植文字盤が発売される。この書体は翌年、『日本タイポグラフィー年鑑』に掲載された。この応募時には、オープンなコンテストである石井賞に同社の社員が参加して公平が保てるのかという意見があったが、審査に際し氏名を隠すことで審査員は対処した。
1974年、第3回の石井賞で2回連続の第1位を獲得。この書体が後の「スーシャ」。ただし受賞時の書体を微調整してリリースしたものではなく、写研の社長石井裕子の指摘によって修正作業が入っている。
1989年、写研を退職。有限会社字游工房設立。当時のメンバーは鈴木と鳥海修（のちの字游工房社長）、片田啓一の3人。
1998年、49歳で死去。

## 代表的な作品

### スーボ
スーボは第2回石井賞受賞作品。極太の丸ゴシック体。画数が多い漢字などで通常の文字は重なる部分の線を細くするが、この書体は線同士に大胆に「食い込み」を作ることで、ディスプレイ文字の新たなデザインを提唱した。ただ、この重ね方については、手書き文字の運筆とは無関係であって鈴木のセンスにのみ基づいていたため、書体設計にあたっては1文字ごとに苦心惨憺であったという。

### スーシャ
スーボが極太の丸ゴシック体であったのに対し、次の作品であるスーシャは日本刀を思わせる鋭いエレメントを持つ横組み専用の書体であった。基本的には細明朝体の斜体と言えるが、独特の意匠がこらされている。二度連続、しかも全く異なる書体での石井賞1位獲得によって、世は鈴木が単なる「優秀な書体デザイナー」ではないことを知る。
和文活字は縦横の高さと幅が同じであるゆえに、同一の書体で縦組みと横組みができるが、縦組みメインで設計された書体で横組みをするとバランスが良くないという意見が多い。スーシャは横組みの文章が増えてきた日本語書籍の中で、横への視線を滑らかにするために若干傾けた字形でありながら、運筆を調整することで右上に抜けるような流れを作り、傾いて見えないようにした。これが「刀のような」と形容されるゆえんである。

### ゴナ・本蘭明朝
ゴナは中村征宏によってデザインされた書体である。鈴木はこの書体をファミリー展開するプロジェクトチームのリーダーを務めた。写研の看板書体の一つである本蘭明朝プロジェクトにおいても指導的立場にあった。

### ヒラギノ
ヒラギノは、書体ファミリーであり、明朝、角ゴシック、行書、丸ゴシックがある。ヒラギノ明朝は字游工房設立後の最初の書体で、本文から見出しまで幅広く使える高品位の書体としてデザイナーにも人気が高く、ビジュアル性の強い雑誌などにも広く使われ、大日本スクリーン製造の看板書体と言える。またmacOSに標準搭載フォントとして採用された。鈴木は全体を監修し、字游工房のスタッフの力を動員して作られた。2005年、グッドデザイン賞を受賞した（コミュニケーションデザイン部門）。

### 游明朝体
字游工房の自社ブランド游書体の最初の書体。当初の名前はJK明朝（コードネームはA明朝）。オリジナルの本文用明朝体として開発が進められた。ヒラギノ明朝と違い、文庫本などの本文組版、それも時代小説にマッチした書体を目標とし、「藤沢周平を組む」を合言葉に開発された。鈴木の分担は漢字で、太いウェイトと細いウェイトとで4000字ほどの下書きを残して死去した 。
フォーマットはOpenType。当初の収録文字はAdobe-Japan1-3にルビ用仮名を加えた約9600字。当初は1年間の限定ライセンスが10万円だったが、のちに使用期限なし3万円となった。